# Raymonde de Kervern
Pour les articles homonymes, voir Kervern.
Raymonde de Kervern est une poétesse mauricienne née en 1899 et morte le 1er décembre 1973 à l'île Maurice. Elle est l'auteur de plusieurs recueils, parmi lesquels Cloches mystiques en 1928, Le Jardin féerique en 1935, Apsara la danseuse en 1941, Abîmes en 1951.
Elle est également la grand-mère de Gustave Kervern.
L’Académie française lui décerne le prix de la langue française en 1949 et le prix d’Académie en 1952.

## Recueils
- Cloches mystiques, 1928.
- Le Jardin féerique, 1935.
- Apsara la danseuse, 1941.
- Abîmes, 1951.
- La Danseuse Malabar.